# Georg Hirte
Georg Hirte (* 3. Oktober 1960 in Bamberg) ist ein deutscher Volkswirt und Regionalökonom. Seit 2003 ist er Professor an der Fakultät Verkehrswissenschaften „Friedrich List“ der Technischen Universität Dresden.

## Werdegang
Hirte studierte von 1981 bis 1987 Volkswirtschaftslehre und Theologie an der Universität Regensburg. 1987 schloss er das Studium als Diplom-Volkswirt ab. Von 1990 bis 1996 war er wissenschaftlicher Mitarbeiter an der Universität Hohenheim und der Katholischen Universität Eichstätt-Ingolstadt. 1995 promovierte er zum Dr. rer. pol. in Eichstätt, wo er zwischen 1996 und 2001 als wissenschaftlicher Assistent tätig war. 2001 folgte, ebenda, die Habilitation und eine Tätigkeit als wissenschaftlicher Oberassistent.
Von 2001 bis 2002 vertrat Hirte den Lehrstuhl für VWL, insbesondere Verteilungs- und Sozialpolitik, an der Johann-Wolfgang-Goethe-Universität Frankfurt am Main. Von 2002 bis 2003 übernahm er an der Fakultät Verkehrswissenschaften der Technischen Universität Dresden eine weitere Lehrstuhlvertretung. Seit 2003 hat er dort den Lehrstuhl für VWL, insbesondere Makroökonomik und Raumwirtschaftslehre/Regionalwissenschaften inne.

## Quelle
- Fakultät Verkehrswissenschaften „Friedrich List“ (Hrsg.): Festschrift: 15 Jahre Verkehrswissenschaften „Friedrich List“, ISBN 978-3-86780-021-1, Dresden 2007, S. 146

| Personendaten    | Personendaten                          |
| ---------------- | -------------------------------------- |
| NAME             | Hirte, Georg                           |
| KURZBESCHREIBUNG | deutscher Volkswirt und Regionalökonom |
| GEBURTSDATUM     | 3. Oktober 1960                        |
| GEBURTSORT       | Bamberg                                |